# Hemerobius binigripunctatus
Hemerobius binigripunctatus är en insektsart som beskrevs av Fraser 1957. Hemerobius binigripunctatus ingår i släktet Hemerobius och familjen florsländor. Inga underarter finns listade i Catalogue of Life.